# 闇苅渓谷

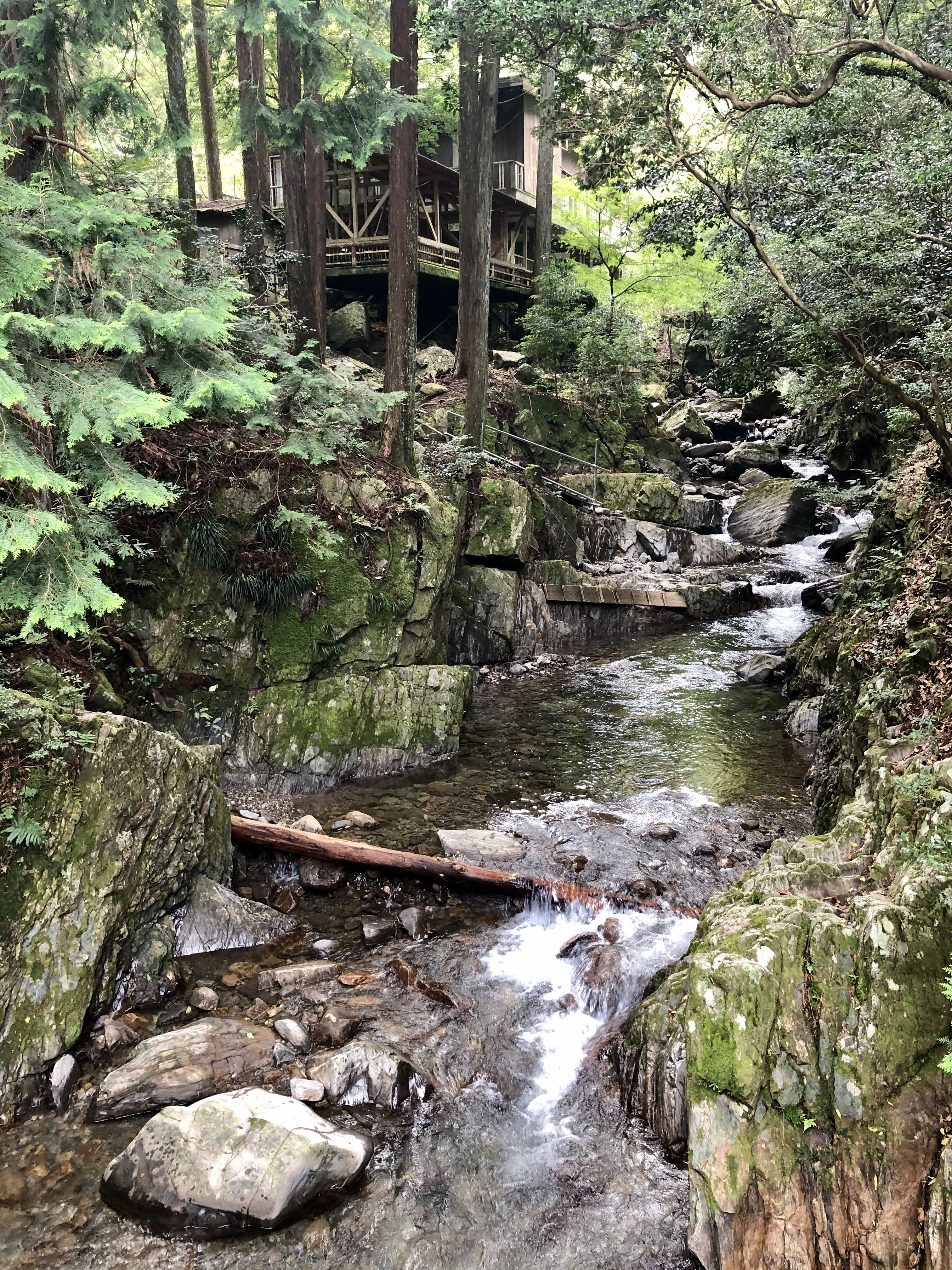
くらがり渓谷

闇苅渓谷（くらがりけいこく）は、愛知県岡崎市石原町の渓谷。くらがり渓谷とも表記する。

## 概要
本宮山県立自然公園の一部をなす。乙川上流部に位置し、本宮山の北西斜面にあたる。
2021年11月5日、岡崎市は第一駐車場内にオートキャンプ場を冬季のみ開設すると発表し、同年11月13日にオープンした。

## 植生
- コナラ[3]
- イタヤカエデ[3]
- ユクノキ[3]
- チドリノキ[3]
- ネムノキ[3]
- タマアジサイ[3]
- コアジサイ[3]
- シシラン[3]
- ヒトツバ[3]
- ウチワサイモンジソウ[3]
- ヒメレンゲ[3]
- イワタバコ[3]

## ギャラリー
- 入口
- 入口付近の川
- くらがり山荘
- 養鱒場
- 川

## くらがりサウンドフェス
2010年（平成22年）9月19日、野外フェスティバルである「くらがりサウンドフェス」の第1回が開催された。以後、2013年（平成25年）を除いて毎年、第1駐車場にて開催されている。コンサートのほか、数多くのショップやアトラクションでにぎわう。

## 交通アクセス
名鉄名古屋本線 本宿駅より、名鉄バス「くらがり渓谷」停留所下車、徒歩ですぐ。ただし、バスの本数が3本と少ないためゆとりを持って乗車する必要がある。